# Jack Hunt
Jack Paul Hunt (ur. 6 grudnia 1990) – angielski piłkarz występujący na pozycji prawego obrońcy w Sheffield Wednesday, do którego jest wypożyczony z Crystal Palace.

## Statystyki kariery
| Sezon   | Klub                       | Kraj   | Rozgrywki      | Mecze | Bramki |
| ------- | -------------------------- | ------ | -------------- | ----- | ------ |
| 2009/10 | Huddersfield Town          | Anglia | League One     | 0     | 0      |
| 2009/10 | Grays Athletic (wyp.)      | Anglia | Conference     | 4     | 0      |
| 2010/11 | Huddersfield Town          | Anglia | League One     | 22    | 1      |
| 2010/11 | Chesterfield (wyp.)        | Anglia | League One     | 20    | 0      |
| 2011/12 | Huddersfield Town          | Anglia | League One     | 46    | 2      |
| 2012/13 | Huddersfield Town          | Anglia | Championship   | 40    | 0      |
| 2013/14 | Huddersfield Town          | Anglia | Championship   | 2     | 0      |
| 2013/14 | Crystal Palace             | Anglia | Premier League | 0     | 0      |
| 2013/14 | Barnsley (wyp.)            | Anglia | Championship   | 11    | 0      |
| 2014/15 | Crystal Palace             | Anglia | Premier League | 0     | 0      |
| 2014/15 | Nottingham Forest (wyp.)   | Anglia | Championship   | 17    | 0      |
| 2014/15 | Rotherham United (wyp.)    | Anglia | Championship   | 16    | 0      |
| 2015/16 | Sheffield Wednesday (wyp.) | Anglia | Championship   | 0     | 0      |